# Batalla de Abu Klea
La batalla de Abu Klea, también escrito como Abu-Klea (en inglés Battle of Abu Klea; en árabe معركة أبو طليح), fue un enfrentamiento armado que tuvo lugar el 17 de enero de 1885 entre las tropas británicas, que se dirigían a Jartum a rescatar al general Charles George Gordon, y las tropas sudanesas mahdistas.
El encuentro se produjo en los pozos de Abu Klea, un lugar de descanso para las caravanas situado en el desierto sudanés de Bayuda. Se encuentra en la ruta que une Marawi y Metammeh (o Metemma), a unos 32 kilómetros al norte del río Nilo a su paso por esta última. El primer ataque mahdista se produjo el día 17 de enero, siendo repelido por los británicos. El día 19, cuando las tropas británicas se encontraban cerca de Metemma, las tropas mahdistas atacaron de nuevo, siendo nuevamente rechazadas.

## Contexto histórico

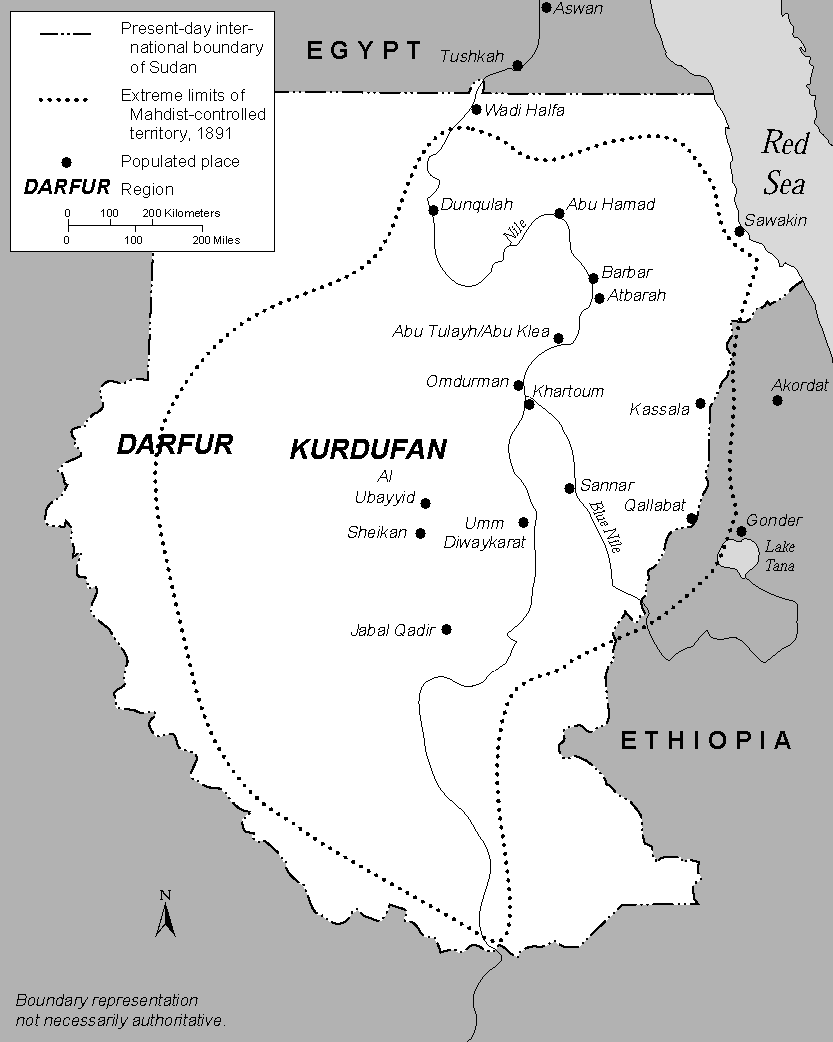
Territorio del estado Mahdista, con la localización de Abu Klea.

En el siglo XIX, Sudán se había convertido en un protectorado egipcio y cuando Muhammad Ahmad se proclamó "el Mahdi" y organizó una insurrección, los británicos dejaron que fueran las tropas egipcias las que se ocuparan de sofocar la revuelta. Los mahdistas lograron varias victorias sobre las tropas egipcias y la rebelión fue tomando el cariz de una guerra, conocida entre otros nombres como Guerra Anglo Sudanesa. Cuando los británicos tomaron el control del gobierno en Egipto se involucraron en el conflicto sudanés. Se decidió evacuar a las tropas egipcias localizadas en territorio sudanés y para este fin se envió a Jartum a Charles George Gordon, quien una vez en la ciudad decidió resistir en ella en lugar de evacuarla, creyendo que podría vencer a los mahdistas.

## Antecedentes
Estando Gordon en Jartum con 7000 soldados egipcios, la ciudad fue sitiada por las tropas mahdistas el 18 de marzo de 1884. No fue hasta agosto de ese mismo año cuando las autoridades británicas decidieron tomar medidas para rescatar a Gordon y sus hombres. En noviembre las tropas británicas bajo el mando del mariscal de campo Garnet Wolseley ya estaban preparadas; la misión fue conocida como Expedición del Nilo.
La fuerza de Wolseley estaba compuesta por dos grupos. La principal columna, mandada por el mismo Wolseley en persona y llamada the river Column o la Columna del Río, alcanzó Korti a finales de diciembre de 1884 y llegó a Metammeh el 20 de enero de 1885. En Korti encontraron cuatro cañoneros fluviales que habían sido enviados por Gordon cuatro meses antes. El 24 de enero partieron hacia Jartum a bordo de dos de los cañoneros, llegando a la ciudad el 28 del mismo mes, cuando la ciudad ya había sido tomada y Gordon había muerto.
La segunda columna de las tropas británicas, llamada la Columna del Desierto, estaba mandada por Herbert Stewart y debía cruzar el país directamente hasta Jartum partiendo de Korti. Esta columna estaba formada por cuatro regimientos de infantería montados en camellos, formados a partir de destacamentos de varios regimientos en Egipto y la River Column, y otro regimiento del 19.º Regimiento de Húsares, montados a caballo. Cuatro piezas de artillería ligera y una pequeña Brigada Naval con una ametralladora Gardner completaban la columna. Partió de Korti el 1 de enero de 1885 y en su trayecto de 245 kilómetros entre Korti y Metammeh dejó una pequeña guarnición en los pozos de Gakdul.

## La batalla
La columna encontró un importante grupo de mahdistas cerca de los pozos del oasis de Abu Klea. Debido a que ya era una hora avanzada del día, los británicos optaron por no atacar y esperar al día siguiente y construyeron un campamento fortificado para pasar la noche, que fue calmada por parte de ambos bandos. La mañana siguiente, ambos contendientes intentaron hacer atacar al enemigo para conservar sus posiciones defensivas, pero fue Stewart quien mandó salir a los suyos y avanzar hacia la derecha de los mahdistas para intentar atacarles por el flanco. Sin embargo fueron los mahdistas, formados en dos columnas de unos 5000 hombres, quienes rodearon a los británicos.
Stewart dejó unos pocos hombres de la infantería montada y del regimiento de Sussex para guardar el campamento. Las tropas británicas formaron en un cuadrado de infantería, en el que las tropas formaban una formación en forma de cuadrado o rectángulo, dejando en el centro a los camellos. El flanco norte contaba con el cañón, la Brigada Naval y la ametralladora Gardner en el lado norte de la formación, quedando la Brigada Naval y la ametralladora en una esquina. En el combate perecieron varios oficiales del HMS Alexandra. El flanco izquierdo del cuadrado estaba formado por el regimiento de camellos pesado, la infantería montada y la ametralladora Gardner para proporcionar cobertura a las tropas.
Después de 70 ráfagas de disparos, la ametralladora se encasquilló y mientras intentaban repararla, fueron aislados por un ataque de los derviches. De los 40 hombres de la Brigada Naval, los tenientes Alfred Piggott y Rudolph de Lisle, el contramaestre y cinco hombres más fueron muertos y siete más heridos.
Lord Charles Beresford fue herido levemente en su mano izquierda con una lanza. El ataque realizado por los mahdistas obligó a los marineros a retirarse del frente de la formación, lo que permitió a varios derviches entrar en el cuadrado. Sin embargo, encontraron el interior del cuadrado lleno de camellos que hacía imposible el avance. Las tropas de la parte posterior les hicieron frente y abrieron fuego contra el grupo de hombres y camellos situados frente a ellos, pudiendo expulsar del interior a los atacantes y obligándoles a retirarse.
La batalla fue extraordinariamente breve, durando unos quince minutos de principio a fin. Las bajas británicas fueron de nueve oficiales y 65 no oficiales muertos y más de un centenar de heridos. Los mahdistas tuvieron unos 1100 muertos, una cifra elevada si se tiene en cuenta que aproximadamente sólo la mitad de sus hombres tomaron parte en el combate.
El héroe nacional, el coronel Frederick G. Burnaby, de los Royal Horse Guards fue muerto al ser alcanzado en el cuello con una lanza. Frank Rhodes, hermano de Cecil, logró distinguirlo cuando era atacado, ganando una condecoración del Orden del Servicio Distinguido. La mañana siguiente tuvo lugar otro encuentro y el jefe de la expedición, Herbert Stewart, fue mortalmente herido, dejando el mando al inexperto Charles Wilson -el oficial de inteligencia de la columna- que fue más lento en la organización de las tropas.

## Consecuencias
Tanto la columna mandada por Woseley como la mandada por Stewart llegaron a Jartum demasiado tarde. La ciudad ya había sido tomada por los mahdistas y Gordon había muerto. Los derviches del Mahdi gobernaron Sudán en los siguientes trece años y los británicos se retiraron de la región. La opinión pública protestó por el fracaso de la expedición y porque el primer ministro William Ewart Gladstone tardó varios meses en autorizar una expedición de rescate. Gladstone perdió popularidad y la confianza de los ciudadanos y fue relegado de su puesto al cabo de dos meses.
El enfrentamiento fue inmortalizado por el poeta escocés William Topaz McGonagall, quien le dedicó un poema, lo mismo que sir Henry Newbolt.